# Kościół Matki Bożej Pocieszenia w Poznaniu

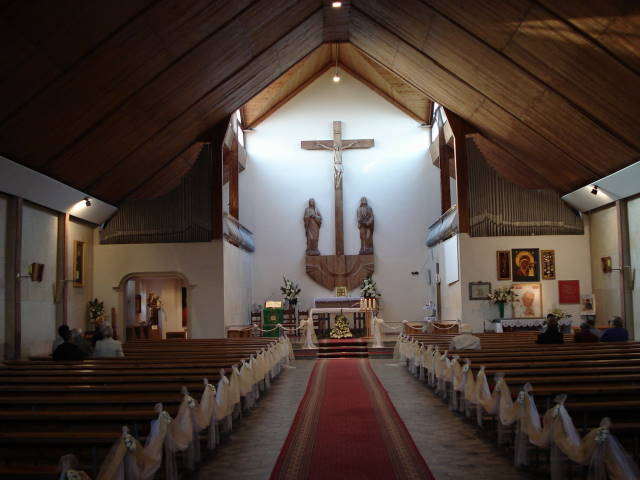
Wnętrze kościoła Matki Bożej Pocieszenia w Poznaniu

Kościół Matki Bożej Pocieszenia w Poznaniu – rzymskokatolicki kościół parafialny z lat 1970-1973 przy ul. Kartuskiej w dzielnicy Podolany.

## Historia i architektura
W latach 30. XX w. na nowo powstałym osiedlu urządzono kaplicę filialną parafii św. Jana Vianneya na Sołaczu, w domu prywatnym przy ul. Iwonickiej. Następnie, po II wojnie światowej, swój dom przy ul. Kartuskiej udostępniła rodzina Wietrzykowskich. W latach 1970–1973 na parceli tej z inicjatywy ks. Antoniego Sroki wzniesiono kościół, przy którym w 1978 r. została zorganizowana samodzielna parafia. 
Kościół został zbudowany według projektu poznańskiego architekta Jana Kopydłowskiego. Jest niską i stosunkowo szeroką bezwieżową budowlą krytą dwuspadowym dachem ze świetlikiem nad prezbiterium.  Został wzniesiony na rzucie prostokąta, jako jednonawowy, z wydzielonym wyższym i węższym prezbiterium, do którego po bokach przylegają empory, powstałe poprzez wydzielenie w obwodzie murów niższej kaplicy i zakrystii. Na tle współczesnej architektury sakralnej Poznania, wyróżnia się prostą przeszkloną fasadą, doskonale współgrającą z zielenią obszernego parkowego otoczenia, nawiązująca do wzorów zaczerpniętych z architektury amerykańskiej. Jest ona zarazem, wraz ze świetlikiem po stronie przeciwnej, jedynym źródłem światła dziennego, gdyż ściany boczne są pozbawione okien. W prezbiterium znajduje się Ukrzyżowanie wyrzeźbione przez Edwarda Iwańskiego. W ołtarzu bocznym umieszczono kopię obrazu Matki Bożej Pocieszenia czczonego w kolegiacie w Szamotułach. Obrazy św. Ojca Pio i Miłosierdzia Bożego (w kaplicy) malował Tomasz Matusewicz. Rolę dzwonnicy pełni metalowa ażurowa konstrukcja usytuowana w pobliżu świątyni. W 1998 r. ustawiono obelisk upamiętniający Stanisława Wietrzykowskiego jako fundatora kościoła i jego rodzinę oraz ks. prob. Antoniego Srokę. Cmentarz parafialny z nowo wznoszoną obszerną kaplicą został zlokalizowany na granicy miasta, w Suchym Lesie przy ul. Borówkowej.